# Marna Sapsowitz
Marna Sapsowitz – amerykańska kobieta rabin.
W 1980 roku ukończyła Brandeis University, a w 1988 roku Seattle University. Na rabina została ordynowana w 1989 roku w Reconstructionist Rabbinical College w Filadelfii. W latach 1990–2003 była rabinem Temple Beth Hatfiloh w Olympii w stanie Waszyngton. Od 2007 roku jest głównym rabinem Temple Beth Or's w Everett. Wcześniej służyła również społeczności żydowskiej skupionej w Congregation Dorshei Tzedek w West Newton w stanie Maryland oraz Temple Shalom w Yakima.
Działa na rzecz odnowy społeczności reformowanej w Europie Środkowej. W grudniu 2003 roku przybyła do Polski na zaproszenie Beit Warszawa, gdzie przez miesiąc prowadziła warsztaty dla dzieci, warsztaty budowania świeczników chanukowych, zajęcia z interpretacji opowiadań chanukowych, studiowanie Tory oraz obchody święta Chanuka. Odwiedziła także Pragę.